# Бабаево (деревня, Вологодская область)
Баба́ево — упразднённая в 2021 году деревня  в Бабаевском районе Вологодской области России. Включена в черту города Бабаево.

## География
Расположена на левом берегу реки Колпь.
Расстояние по автодороге до районного центра Бабаево — 3 км. Ближайшие населённые пункты — Высоково, Колпино.

## История
По преданию, деревня основана в 1460 году неким Бабаем.
Входила в городское поселение город Бабаево, с точки зрения административно-территориального деления — в Володинский сельсовет.
Постановлением Правительства Вологодской области от 18 октября 2021 года упразднена и к 1 декабря 2021 года включена в черту города Бабаево.

## Население
| 2002 | 2010 |
| ---- | ---- |
| 38   | ↗64  |

### Национальный и гендерный состав
По переписи 2002 года население — 38 человек (19 мужчин, 19 женщин). Преобладающая национальность — русские (92 %).

## Инфраструктура
Личное подсобное хозяйство с зоной сельскохозяйственного использования, индивидуальная застройка усадебного типа.

## Транспорт
Деревня доступна автотранспортом.  